# Sylvia Kabus
Sylvia Kabus (* 15. Januar 1952 in Görlitz), deutsche Schriftstellerin und Journalistin.

## Leben und Werk
Studium der Anglistik und Germanistik in Berlin, Dolmetscherin Französisch. Redakteurin einer Zeitschrift für Kultur, vor 1989 Mitherausgabe der illegalen „Umfeldblätter“ zu Literatur und Umwelt. Autorin für das DEFA-Spielfilmstudio. Felix und der Wolf (1988) Sonderpreis des Geraer „Goldenen Spatz“ und Film des Monats in Berlin (West).  1989 Miterstürmung der Leipziger Staatssicherheit, Arbeit in der Bürger- und Frauenbewegung und  Mitglied des Leipziger Runden Tisches. 1990  mit Reinhard Bernhof, Roland Erb und Ingeborg Schröder  Liquidation des Schriftstellerverbandes der DDR in Leipzig. Aufbau des  Literaturbüro Leipzig e. V., zehnjährige Leitung. 1990 Joseph Roth-Preis in Klagenfurth. Für den Verband deutscher Schriftsteller (VS) in der Gewerkschaft ver.di wurde sie als Beisitzerin in den Vorstand des Landesbezirks Bayern gewählt.
Sylvia Kabus lebt in München und Leipzig.

## Arbeiten
Veröffentlichungen
- Ich wünsche mir nichts. Ich wünsche mir alles. Porträts ausländischer Jugendlicher. 1995.
- Dr. A. bittet um Endlospapier. Psychogramme einer deutschen Stadt. 1999.
- Wir waren die Letzten. Gespräche mit vertriebenen Juden. 2003.
- Weißer als Schnee. Roman. Die verschwiegene Bibliothek. (2008)
- Neunzehnhundertneunundachtzig. Psychogramme einer deutschen Stadt. 2009.
- Verschwunden. Kindesfortnahme. Heimerziehung. Tagebuch einer Recherche. 2019.

Herausgaben u. a.:
- Kirschbaumblätter. Stockender Traum. Jugendtexte aus Sachsen. 1996.
- Chaos ich? Ein Jugendreport. (1999)
- gemischte stimmen – mixed voices 2002. Kalender für neue und alte Gedichte. 2001.

Hörfunk
- Aus der größten Angst urständet auch das größte Leben. Görlitz - Stadt im Osten. Hörfunkfeature, US 1994.
- „Wer nicht des Staates Glauben hat...“ Eine Reise nach Schlesien. US 2002.
- Sachsen in Bayern. Die Wanderung Ostdeutscher. US. 2005
- Bamberg. US, 2007.

Filmszenarien
- 1988: Mit Leib und Seele
- 1988: Felix und der Wolf